# Aleksandrovka (Oblast' di Orenburg)
Aleksandrovka (in russo Александровка?) è un villaggio della Russia europea sudorientale, situato nell'oblast' di Orenburg; è il centro amministrativo del rajon Aleksandrovskij.
Si trova 160 km a nord-ovest di Orenburg.